# Wilhelm Medinger
Wilhelm Medinger (7. ledna 1878 Vídeň – 3. prosince 1934 Vídeň) byl československý politik německé národnosti, meziválečný poslanec a senátor Národního shromáždění.

## Biografie
Narodil se ve Vídni. Jeho otcem byl rakouský průmyslník a podnikatel Johann Medinger (1846–1908). Wilhelm navštěvoval Schottengymnasium a Vysokou školu zemědělskou ve Vídni. Získal titul inženýra zemědělství. Na vojně sloužil u 14. a 15. dragounského regimentu. Pak studoval ještě ve Vídni a Halle filozofii a státovědu. Ve své dizertaci se věnoval dějinám zemědělství v Čechách. Následně převzal roku 1902 od barona Oppenheimera panství Malá Skála, ze kterého učinil vzorný podnik. Publikoval národohospodářské a agronomické studie.
V zemských volbách roku 1908 byl zvolen na Český zemský sněm za kurii velkostatkářskou. Uvádí se jako člen Strany ústavověrného velkostatku. Na sněmu setrval do jeho rozpuštění roku 1913.
Od roku 1916 působil jako okresní starosta v Jablonci nad Nisou. Roku 1918 se stal náměstkem předsedy Svazu německých okresů v Čechách. Téhož roku ho rakouská vláda spolu s pozdějším rakouským prezidentem Michaelem Hainischem povolala za zemědělského poradce. V lednu 1919 byl jmenován mimořádným rakouským vyslancem v Haagu. Po uzavření mírových poválečných smluv optoval s ohledem na své majetky pro československé občanství a vzdal se funkcí v rakouské státní správě, ačkoliv se o něm tehdy uvažovalo jako o rakouském ministrovi financí a velvyslanci v Berlíně.
V parlamentních volbách v roce 1920 získal mandát v Národním shromáždění za Německou nacionální stranu (DNP). Roku 1923 vystoupil z poslaneckého klubu německých nacionálů a krátce nato společně s poslancem Aloisem Stenzlem utvořili nový klub nazvaný Klub der fraktionslosen deutschen Abgeordneten. Počátkem 20. let zastával aktivistické postoje k československému státu, čímž se rozcházel s negativistickým, ostře opozičním postojem Německé nacionální strany. To bylo důvodem, proč DNP opustil.
Podle údajů k roku 1920 byl profesí majitelem pivovaru v Malé Skále u Jablonce.
Když byla v roce 1922 ustavena střechová organizace sudetoněmeckých politických stran Deutsche Völkerbundliga, byl jmenován jejím prezidentem. V této pozici oponoval oficiální československé národnostní politice. Věnoval se zahraniční a hospodářské politice. V parlamentních volbách v roce 1925 získal senátorské křeslo v Národním shromáždění za Německou křesťansko sociální stranu lidovou (DCSVP). Mandát obhájil v parlamentních volbách v roce 1929. V senátu setrval do roku 1932, kdy volební soud odmítl potvrdit jeho mandát, a on tak byl zbaven postu senátora. Místo něj nastoupil Emil Reil. Důvodem pro odepření mandátu byl fakt, že v době volby nebyl po 10 let občanem ČSR.
Zemřel v prosinci 1934 na chirurgické klinice rudolfinské nemocnice ve Vídni. Dva měsíce před smrtí mu byl diagnostikován nádor. Jeho stav se zhoršoval a konem října 1934 vyhledal pomoc na této vídeňské klinice. Prodělal sice úspěšně operaci, ale jeho stav se dále zhoršoval. Den před úmrtím upadl do bezvědomí.